# Macedoński Komitet Olimpijski
Macedoński Komitet Olimpijski (mac. Македонски олимписки комитет) – stowarzyszenie związków i organizacji sportowych z siedzibą w Skopju, zajmujące się organizacją udziału reprezentacji Macedonii Północnej w igrzyskach olimpijskich i europejskich oraz upowszechnianiem idei olimpijskiej i promocją sportu, a także reprezentowaniem macedońskiego sportu w organizacjach międzynarodowych, w tym w Międzynarodowym Komitecie Olimpijskim.